# Arturo Merzario
Arturo Francesco Merzario (* 11. März 1943 in Civenna (CO)) ist ein ehemaliger italienischer Automobilrennfahrer. Er fuhr Sportwagenrennen und in der Zeit von 1972 bis 1979 in der Formel 1.

## Karriere

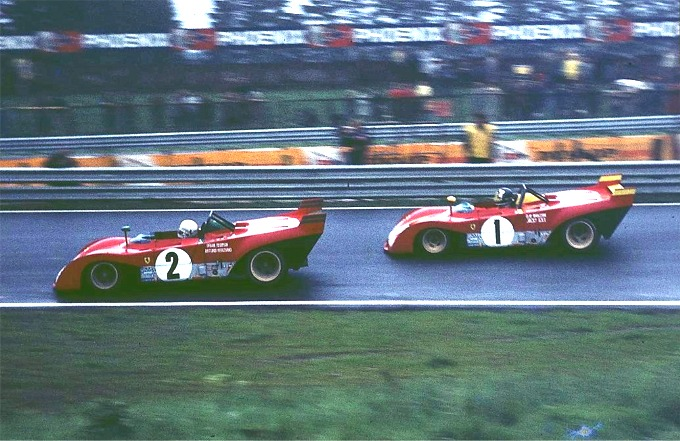
1000-km-Rennen auf dem Nürburgring 1972: Arturo Merzario überholt Ickx eingangs Südkehre

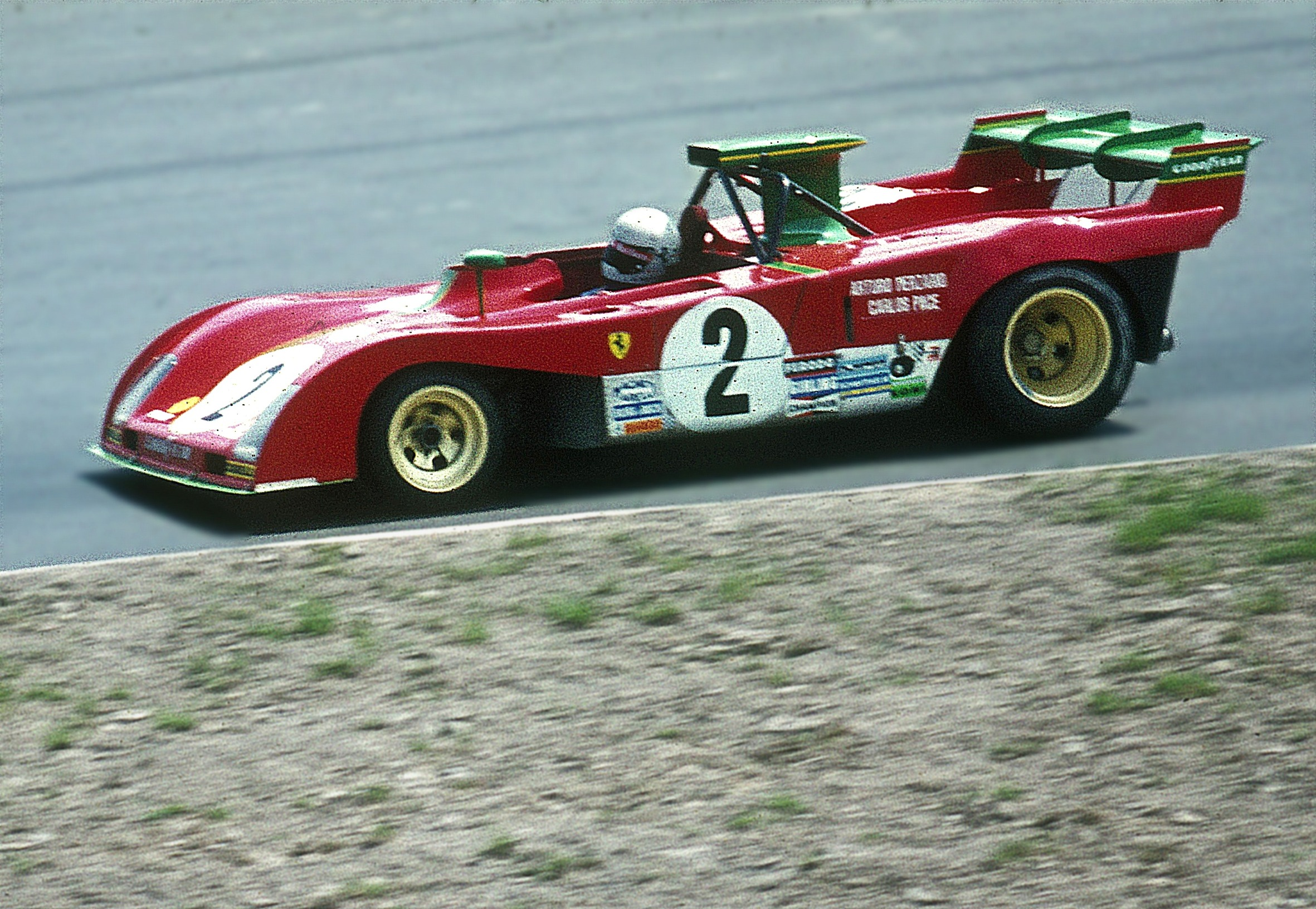
Merzario beim 1000-km-Rennen 1973

1969 gewann Arturo Merzario die Europa-Bergmeisterschaft für Sportwagen auf einem Abarth 2000S.

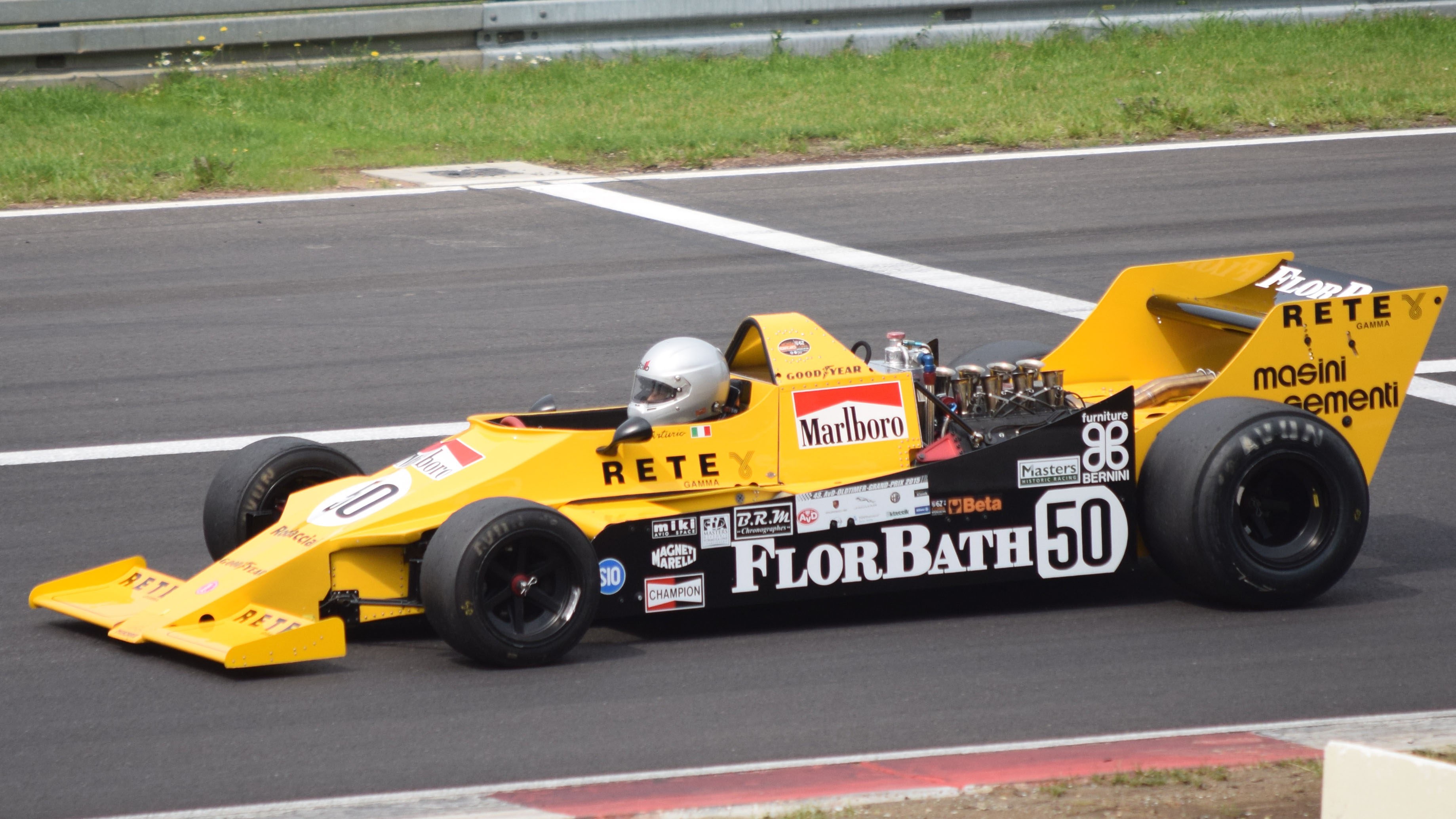
Selbst konstruiertes Formel-1-Auto: Merzario A3 (1979)

Seinen Einstieg in die Formel 1 hatte er 1972 bei Ferrari. Nach zwei erfolglosen Jahren wechselte er zum Williams-Team. Einer der Gründe dürfte das Verhalten der Ferrari-Verantwortlichen während des 1000-km-Rennens auf dem Nürburgring 1973 gewesen sein. In diesem Rennen fielen viele seiner Konkurrenten um den Sieg nach und nach aus. Als er Zweiter hinter seinem Teamkollegen Jacky Ickx war, forderte der damalige Rennleiter Giacomo Caliri die beiden Fahrer auf, die Wagen zu schonen. Merzario ignorierte die Anweisung und überholte Ickx nach einigen Runden. In der nächsten Runde wurde er aufgefordert, in die Box zu fahren. Auch diese Anweisung ignorierte Merzario. Nach seinem Tankstopp übernahm Carlos Pace den Wagen und blieb im Ziel weisungsgemäß eine Zehntelsekunde hinter dem Sieger Ickx. Während der anschließenden Siegesfeier war Merzario schon auf dem Weg nach Hause. Das Formel-1-Team von Ferrari war 1973 desolat und blieb bei zwei Rennen ganz fern, worauf auch Ickx ausstieg.
Sein nächster Wechsel in der Formel 1 führte Merzario 1976 zu March, allerdings war auch hier die Saison eher mäßig. Unvergessen wird Arturo Merzario für seine Rolle beim Großen Preis von Deutschland 1976 auf dem Nürburgring bleiben, bei dem Niki Lauda seinen spektakulären Unfall hatte. Merzario zog zusammen mit Harald Ertl den bewusstlosen und schwerverletzten Lauda unter Mithilfe von Brett Lunger und Guy Edwards aus dem brennenden Ferrari. 1977 gründete er einen eigenen Formel-1-Rennstall, das Team Merzario. Dieses ehrgeizige, vielleicht auch etwas naive Projekt war von Anfang an zum Scheitern verurteilt. Dem Team fehlte es an Know-how und Geld; in jeder Hinsicht zeichnete sich das Projekt durch Improvisationen aus.
1977 setzte Merzario zunächst einen March 761B ein. Für die Formel-1-Saison 1978 entstand ein Nachbau dieses Wagens, der Merzario A1/01 genannt wurde. Daneben erhielt der bekannte March 761B eine neue Karosserie; er wurde in der Folgezeit als A1/02 bezeichnet und blieb bis zum Frühjahr 1979 hinein in Betrieb. Für die Formel-1-Saison 1979 entstand zunächst ein Merzario A3; hierbei handelte es sich um das Chassis des A1/01, das mit einer neuen Karosserie ausgestattet war und, ohne diese Technik wirklich zu beherrschen, einige Ideen aus dem Bereich der Wing-Cars übernahm. Statt dieses Konzept zu vervollkommnen, produzierte Merzario im Laufe des Jahres 1979 ein weiteres Auto, den A4, der nichts anderes war als ein von Giampaolo Dallara geringfügig überarbeiteter Kauhsen WK5 des kurz zuvor gescheiterten Teams Kauhsen.
Von 1980 bis 1984 trat Arturo Merzario mit einem eigenen Team in der Formel-2-Europameisterschaft an und setzte vorwiegend selbst konstruierte Autos ein. Auch diese Konstruktionen blieben ohne Erfolg. Daneben wurden aber auch wiederholt Kundenfahrzeuge von March Engineering gemeldet. Am Übergang von der Formel 2 zur Formel 3000 beteiligte sich das Team von Arturo Merzario nicht mehr.
Merzario ist weiterhin aktiv und nahm 2008 am Nürburgring an VLN-Rennen teil.

## Zitat
Wir scheiterten in der Formel 1 nicht, weil wir eine zu kleine Teamstruktur hatten, sondern weil wir in Sachen Technik viel zu unerfahren und unprofessionell waren. Ich kann mich noch gut an den deutschen Grand Prix 1978 auf dem Hockenheimring erinnern, als wir nach dem Training das Getriebe komplett zerlegt hatten und nachher nicht mehr wussten, wie wir es zusammenbauen sollten. Mit ein bisschen mehr Erfahrung hätten wir sicherlich etwas länger überleben und mithalten können!

## Statistik

### Statistik in der Automobil-Weltmeisterschaft

#### Einzelergebnisse
| Saison | 1   | 2   | 3   | 4    | 5    | 6   | 7   | 8   | 9   | 10  | 11  | 12  | 13  | 14  | 15  | 16 | 17 |
| ------ | --- | --- | --- | ---- | ---- | --- | --- | --- | --- | --- | --- | --- | --- | --- | --- | -- | -- |
| 1972   |     |     |     |      |      |     |     |     |     |     |     |     |     |     |     |    |    |
|        |     |     |     |      |      | 6   | 12  |     |     |     |     |     |     |     |     |    |    |
| 1973   |     |     |     |      |      |     |     |     |     |     |     |     |     |     |     |    |    |
| 9      | 4   | 4   |     |      | DNF  |     | 7   |     |     |     | 7   | DNF | 15  | 16  |     |    |    |
| 1974   |     |     |     |      |      |     |     |     |     |     |     |     |     |     |     |    |    |
| DNF    | DNF | 6   | DNF | DNF  | DNF  | DNS | DNF | 9   | DNF | DNF | DNF | 4   | DNF | DNF |     |    |    |
| 1975   |     |     |     |      |      |     |     |     |     |     |     |     |     |     |     |    |    |
| NC     | DNF | DNF | DNF | DNQ  | DNF  |     |     |     |     |     |     | 11  |     |     |     |    |    |
| 1976   |     |     |     |      |      |     |     |     |     |     |     |     |     |     |     |    |    |
|        |     | DNQ | DNF | DNF  | DNQ  | 14  | 9   | DNF | DNF | DNF | DNF | DNS | DNF | DNF | DNF |    |    |
| 1977   |     |     |     |      |      |     |     |     |     |     |     |     |     |     |     |    |    |
|        |     |     |     | DNF  | DNQ  | 14  |     | DNF | DNF | DNQ | DNF | DNQ |     |     |     |    |    |
| 1978   |     |     |     |      |      |     |     |     |     |     |     |     |     |     |     |    |    |
| DNF    | DNQ | DNF | DNF | DNPQ | DNPQ | DNQ | NC  | DNQ | DNF | DNQ | DNQ | DNF | DNF | DNF | DNQ |    |    |
| 1979   |     |     |     |      |      |     |     |     |     |     |     |     |     |     |     |    |    |
| DNF    | DNQ | DNQ | DNF | DNQ  | DNQ  |     | DNQ | DNQ | DNQ | DNQ | DNQ | DNQ | DNQ | DNQ |     |    |    |

| Legende  | Legende            | Legende                                                          |
| Farbe    | Abkürzung          | Bedeutung                                                        |
| -------- | ------------------ | ---------------------------------------------------------------- |
| Gold     | –                  | Sieg                                                             |
| Silber   | –                  | 2. Platz                                                         |
| Bronze   | –                  | 3. Platz                                                         |
| Grün     | –                  | Platzierung in den Punkten                                       |
| Blau     | –                  | Klassifiziert außerhalb der Punkteränge                          |
| Violett  | DNF                | Rennen nicht beendet (did not finish)                            |
| Violett  | NC                 | nicht klassifiziert (not classified)                             |
| Rot      | DNQ                | nicht qualifiziert (did not qualify)                             |
| Rot      | DNPQ               | in Vorqualifikation gescheitert (did not pre-qualify)            |
| Schwarz  | DSQ                | disqualifiziert (disqualified)                                   |
| Weiß     | DNS                | nicht am Start (did not start)                                   |
| Weiß     | WD                 | zurückgezogen (withdrawn)                                        |
| Hellblau | PO                 | nur am Training teilgenommen (practiced only)                    |
| Hellblau | TD                 | Freitags-Testfahrer (test driver)                                |
| ohne     | DNP                | nicht am Training teilgenommen (did not practice)                |
| ohne     | INJ                | verletzt oder krank (injured)                                    |
| ohne     | EX                 | ausgeschlossen (excluded)                                        |
| ohne     | DNA                | nicht erschienen (did not arrive)                                |
| ohne     | C                  | Rennen abgesagt (cancelled)                                      |
| ohne     | keine WM-Teilnahme |                                                                  |
| sonstige | P/fett             | Pole-Position                                                    |
| sonstige | 1/2/3/4/5/6/7/8    | Punktplatzierung im Sprint-/Qualifikationsrennen                 |
| sonstige | SR/kursiv          | Schnellste Rennrunde                                             |
| sonstige | *                  | nicht im Ziel, aufgrund der zurückgelegten Distanz aber gewertet |
| sonstige | ()                 | Streichresultate                                                 |
| sonstige | unterstrichen      | Führender in der Gesamtwertung                                   |

### Le-Mans-Ergebnisse
| Jahr | Team              | Fahrzeug      | Teamkollege    | Platzierung | Ausfallgrund |
| ---- | ----------------- | ------------- | -------------- | ----------- | ------------ |
| 1970 | SpA Ferrari SEFAC | Ferrari 512S  | Clay Regazzoni | Ausfall     | Unfall       |
| 1973 | SpA Ferrari SEFAC | Ferrari 312PB | Carlos Pace    | Rang 2      |              |

### Sebring-Ergebnisse
| Jahr | Team                 | Fahrzeug            | Teamkollege    | Platzierung | Ausfallgrund    |
| ---- | -------------------- | ------------------- | -------------- | ----------- | --------------- |
| 1970 | Ferrari S.P.A. SEFAC | Ferrari 512S Spyder | Mario Andretti | Ausfall     | Getriebeschaden |

### Einzelergebnisse in der Sportwagen-Weltmeisterschaft
| Saison | Team                                 | Rennwagen                                        | 1   | 2   | 3   | 4   | 5   | 6   | 7   | 8   | 9   | 10  | 11  | 12  | 13  | 14  | 15  | 16  | 17  | 18  | 19  | 20  | 21  | 22  |
| ------ | ------------------------------------ | ------------------------------------------------ | --- | --- | --- | --- | --- | --- | --- | --- | --- | --- | --- | --- | --- | --- | --- | --- | --- | --- | --- | --- | --- | --- |
| 1963   |                                      | Alfa Romeo Giulietta SZ                          | DAY | SEB | SEB | TAR | SPA | MAI | NÜR | CON | ROS | LEM | MON | WIS | TAV | FRE | CCE | RTT | OVI | NÜR | MON | MON | TDF | BRI |
| 1963   |                                      | Alfa Romeo Giulietta SZ                          |     |     |     |     |     |     |     |     |     |     |     |     |     |     |     | 12  |     |     |     |     |     |     |
| 1964   | Scuderia Sant Ambroeus               | Fiat-Abarth 1000                                 | DAY | SEB | TAR | MON | SPA | CON | NÜR | ROS | LEM | REI | FRE | CCE | RTT | SIM | NÜR | MON | TDF | BRI | BRI | PAR |     |     |
| 1964   | Scuderia Sant Ambroeus               | Fiat-Abarth 1000                                 |     |     |     |     |     | 83  |     |     |     |     |     |     |     |     | DNF |     |     |     |     |     |     |     |
| 1967   |                                      | Lancia Fulvia                                    | DAY | SEB | MON | SPA | TAR | NÜR | LEM | HOK | MUG | BRH | CCE | ZEL | OVI | NÜR |     |     |     |     |     |     |     |     |
| 1967   |                                      | Lancia Fulvia                                    |     |     |     |     |     | 46  |     |     |     |     |     |     |     |     |     |     |     |     |     |     |     |     |
| 1969   | Gianfranco Palazzoli                 | Fiat-Abarth 1000 SP                              | DAY | SEB | BRH | MON | TAR | SPA | NÜR | LEM | WAT | ZEL |     |     |     |     |     |     |     |     |     |     |     |     |
| 1969   | Gianfranco Palazzoli                 | Fiat-Abarth 1000 SP                              | DNF |     |     |     |     |     |     |     |     |     |     |     |     |     |     |     |     |     |     |     |     |     |
| 1970   | Scuderia Ferrari Abarth              | Ferrari 512S Abarth 3000 SP                      | DAY | SEB | BRH | MON | TAR | SPA | NÜR | LEM | WAT | ZEL |     |     |     |     |     |     |     |     |     |     |     |     |
| 1970   | Scuderia Ferrari Abarth              | Ferrari 512S Abarth 3000 SP                      | 3   | DNF | 5   | 4   | DNF | 7   | DNF | DNF |     |     |     |     |     |     |     |     |     |     |     |     |     |     |
| 1971   | Scuderia Ferrari Escuderia Montjuich | Ferrari 312PB Ferrari 512S                       | BUA | DAY | SEB | BRH | MON | SPA | TAR | NÜR | LEM | ZEL | WAT |     |     |     |     |     |     |     |     |     |     |     |
| 1971   | Scuderia Ferrari Escuderia Montjuich | Ferrari 312PB Ferrari 512S                       | DNF | DNF |     |     | DNF |     |     |     |     |     |     |     |     |     |     |     |     |     |     |     |     |     |
| 1972   | Abarth Osella Scuderia Ferrari       | Abarth 2000SP Abarth-Osella SE-021 Ferrari 312PB | BUA | DAY | SEB | BRH | MON | SPA | TAR | NÜR | LEM | ZEL | WAT |     |     |     |     |     |     |     |     |     |     |     |
| 1972   | Abarth Osella Scuderia Ferrari       | Abarth 2000SP Abarth-Osella SE-021 Ferrari 312PB | DNF | DNF |     | DNF | DNF | 1   | 1   | 2   |     | 4   | DNF |     |     |     |     |     |     |     |     |     |     |     |
| 1973   | NART Scuderia Ferrari                | Ferrari 365 GTB/4 Ferrari 312PB                  | DAY | VAL | DIJ | MON | SPA | TAR | NÜR | LEM | ZEL | WAT |     |     |     |     |     |     |     |     |     |     |     |     |
| 1973   | NART Scuderia Ferrari                | Ferrari 365 GTB/4 Ferrari 312PB                  | DNF | 4   | 4   | DNF | 4   | DNF | 2   | 2   | 6   | 3   |     |     |     |     |     |     |     |     |     |     |     |     |
| 1974   | Autodelta Gelo Racing                | Alfa Romeo T33 Porsche Carrera RSR               | MON | SPA | NÜR | IMO | LEM | ZEL | WAT | LEC | BRH | KYA |     |     |     |     |     |     |     |     |     |     |     |     |
| 1974   | Autodelta Gelo Racing                | Alfa Romeo T33 Porsche Carrera RSR               | 1   |     | 9   | DNF |     | 5   | DNF |     | 13  |     |     |     |     |     |     |     |     |     |     |     |     |     |
| 1975   | Kauhsen Racing                       | Alfa Romeo T33                                   | DAY | MUG | DIJ | MON | SPA | PER | NÜR | ZEL | WAT |     |     |     |     |     |     |     |     |     |     |     |     |     |
| 1975   | Kauhsen Racing                       | Alfa Romeo T33                                   |     | 2   | 1   | 1   | 2   | 1   | 1   | 2   | 2   |     |     |     |     |     |     |     |     |     |     |     |     |     |
| 1976   | Zip-Up Racing Enzo Osella Autodelta  | Chevrolet Camaro Osella PA3 Alfa Romeo T33       | MUG | VAL | NÜR | MON | SIL | IMO | NÜR | ZEL | PER | WAT | MOS | DIJ | DIJ | SAL |     |     |     |     |     |     |     |     |
| 1976   | Zip-Up Racing Enzo Osella Autodelta  | Chevrolet Camaro Osella PA3 Alfa Romeo T33       | DNF |     |     | DNF |     | 2   |     |     | DNF |     |     |     |     | DNF |     |     |     |     |     |     |     |     |
| 1977   | Jolly Club Autodelta                 | Porsche 934 Alfa Romeo T33                       | DAY | MUG | DIJ | MON | SIL | NÜR | VAL | PER | WAT | EST | LEC | MOS | IMO | SAL | BRH | HOK | VAL |     |     |     |     |     |
| 1977   | Jolly Club Autodelta                 | Porsche 934 Alfa Romeo T33                       |     | 4   | 1   | DNF |     |     | 2   | 1   |     |     | 1   |     | DNF | 2   |     |     |     |     |     |     |     |     |